# Église San Giorgio de Varenna

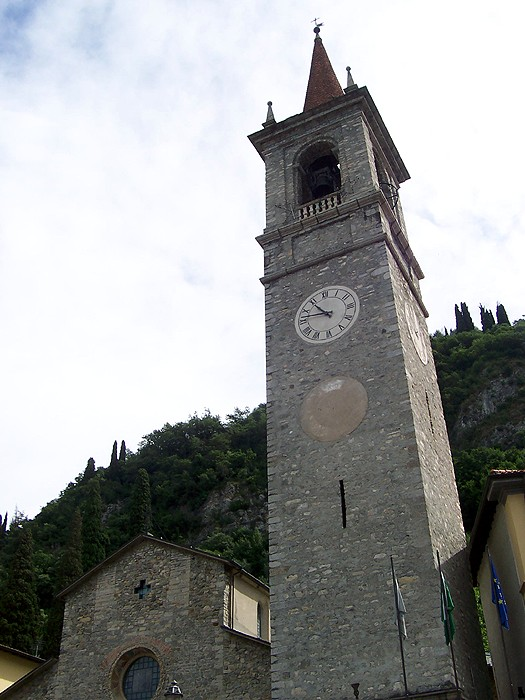
Le campanile.

L'église San Giorgio de Varenna est une église paroissiale située à Varenna sur une rive du lac de Côme en Italie. Elle remonte au XIIIe siècle et est située sur la place du même nom au centre de Varenna. Construite sur un édifice préexistant du XIIe siècle et remaniée au cours des périodes ultérieures, elle est redécouverte après quelques restaurations dans la seconde moitié du XXe siècle comme exemple de l'architecture médiévale lombarde. Elle présente aujourd'hui une structure architecturale gothique, reconnaissable surtout à l'intérieur de l'édifice divisé en trois nefs avec croisée d'ogives.

## Histoire
L'église a probablement été construite en trois phases, comme en témoigne la composition des piliers, en pierre dans la partie inférieure et en brique dans la partie supérieure, révélant une pause dans la construction de l'église. La première phase peut être datée des premières décennies du XIIIe siècle, au cours de laquelle sont érigés le fût en pierre des piliers et les murs d'enceinte. Les murs en terre cuite, les arcs des nefs et les extrémités en brique des piliers sont de la fin du XIIIe siècle. La troisième phase, remontant au XIVe siècle, affecte principalement l'ancienne toiture en bois, dont subsistent la charpente et les fixations sur les murs, qui a été remplacée par une voûte en maçonnerie. L'oratoire peut donc être daté globalement entre le XIIIe et XIVe siècles, même si certaines remontent à 1313,,. 
Il n'est pas encore clair si la construction de l'église a eu lieu sur la base d'un édifice religieux antérieur du début du Moyen Âge. La construction de la sacristie et du clocher remonte à la seconde moitié du XVe siècle, ce dernier étant remanié en 1653. D'autres remaniements ont affecté l'ensemble tout au long des XVIIe et XVIIIe siècles.
Le caractère gothique de l'église a été mis en lumière par certaines restaurations entreprises dans la seconde moitié du XXe siècle.

## Structure architecturale
La façade à pignons révèle la structure interne à trois nefs, dont la centrale est plus haute que les latérales. Le plan rectangulaire ne comporte pas de transept. Les voûtes de la nef centrale sont soutenues par deux rangées de trois piliers circulaires reposant sur une base carrée, tandis que celles des nefs latérales sont soutenues extérieurement par des encorbellements coniques reposant sur les murs d'enceinte et sont dites voûtes « suspendues ». Flanquant l'abside centrale se trouvent deux chapelles latérales. L'espace intérieur est divisé en quatre travées éclairées chacune par une seule fenêtre à lancette et il reste des traces des anciennes fenêtres petites et étroites à arcs plein cintre, datant de la fin du XIIIe siècle environ. Au centre de la façade se trouve un grand oculus circulaire, fermé par une vitre. À droite de la porte centrale se trouve la fresque représentant saint Christophe, protecteur des conducteurs,.
La dernière restauration en 2001 concernait la toiture, qui s'était détériorée en raison de nombreuses infiltrations qui avaient endommagé l'enduit protecteur.

## Intérieur

### Œuvres picturales
À l'intérieur de l'église se trouvent des œuvres d'un important intérêt historique et artistique, parmi lesquelles les fresques des chapelles et des colonnes et quelques polyptyques.

#### Fresques
À l'intérieur de l'église se trouvent des fresques datant du XIIIe siècle. Sur la contre-façade est représenté un Jugement dernier (XVe siècle), avec un Belzébuth dévorant les âmes des damnés. Deux personnages sont peints sur les colonnes des côtés du maître-autel : à droite, un saint en habit d'évêque, à gauche un saint couronné. Les deux personnages sont identifiables dans les figures du pape Grégoire le Grand et de la reine Théodelinde, particulièrement vénérée dans la région, car, selon une ancienne tradition, elle avait élu domicile dans le château de Vezio, qui se dresse sur le promontoire au-dessus de la ville. Au fond de la chapelle latérale droite se trouve une série de saints et d'évêques datant également du XIIIe siècle, encadrés de décorations florales alternées de croix.

#### Baptême de Jésus
Dans la chapelle latérale gauche, se trouve un panneau peint par Sigismondo de Magistris, peintre actif dans la région de Côme : le Baptême de Jésus. L'œuvre, datée de 1533, comme le rapporte l'inscription peinte en haut à gauche, représente saint Jean-Baptiste versant l'eau du baptême sur la tête de Jésus agenouillé accompagné de deux anges. L'arrière-plan est constitué d'un paysage montagneux avec deux sommets entre lesquels on aperçoit la colombe du Saint-Esprit. Dans la prédelle, saint Jean l'Évangéliste et saint Georges encadrent la Vierge à l'Enfant.

#### Polyptyque de la Vierge à l'Enfant et aux Saints
Treize panneaux de bois constituent ce qui reste d'un polyptyque de la fin du XVe siècle, cité à plusieurs reprises comme retable du maître-autel entre 1566 et le début du siècle suivant. Le panneau principal du polyptyque, partiellement doré, représente la Vierge trônant avec l'Enfant et des anges musiciens. Les panneaux restants représentent respectivement les saints Étienne, Nicolas, Ambroise, Georges, Jérôme, Laurent, Bernard, Catherine d'Alexandrie, Jean-Baptiste, Eustace, Agnès, Apollonia. À l’origine, le polyptyque était composé d’un nombre encore plus grand de panneaux; deux d'entre eux, représentant respectivement sainte Lucie et Antoine, ont été volés en 1977.

#### Triptyque
Le triptyque de la Vierge à l'Enfant Jésus entre saint Martin et saint Georges, datant du XVIe siècle, a été récemment restauré par Claudio Fociani et Ede Palmieri. L'œuvre se trouvait auparavant dans l'église voisine de San Giovanni Battista et se trouve désormais dans la chapelle latérale droite. Il a été réalisé avec la technique de peinture à l'huile sur panneau transférée sur toile, comme l'atteste l'inscription au dos des trois panneaux, qui rapporte les noms des restaurateurs, les frères Porta, à côté de la date 1960. Un certain Sodoma est également cité comme l'auteur présumé du triptyque, également indiqué par Giorgio Pudelko sur proposition du collectionneur Venier, donateur de l'œuvre. 
Les trois panneaux sont entourés d'un cadre en bois sculpté de motifs classiques. Celui du centre représente la Madone avec l'Enfant Jésus, celui de droite saint Georges et celui de gauche saint Martin. La Vierge en robe violette est assise, les jambes légèrement croisées sur un trône en bois, derrière lequel pend un drap vert. L'Enfant Jésus dans les bras de sa mère est nu et en position verticale, la tête tournée vers la gauche et ses yeux renvoyant le doux regard de la Madone. Les deux toiles latérales sont presque symétriques : les deux saints sont tournés vers le centre, tenant une épée et sont accompagnés d'un personnage à leurs pieds : saint Martin enveloppe un pauvre homme de son manteau, saint Georges, représenté dans une armure étincelante, piétine un dragon. Les trois panneaux sont reliés par un fond céleste, mais on suppose un assemblage forcé de l'œuvre, en raison de quelques incohérences dans les perspectives et par des détails qui semblent artificiels, comme les coupes trop nettes des arcs et la superposition du cadre sur le sujet central.

### Sculptures et mobilier
L'église conserve une Déposition en bois de la fin du XVe siècle,, une série de sculptures en pierre et en marbre créées entre les XIVe et XVe siècles, un crucifix du XVIe siècle (placé au sommet d'un arc) et une Madone du Rosaire de la fin XVIIe siècle.
Un confessionnal sculpté par Giovanni Albiolo date de 1690, tandis que le mobilier de la sacristie date du XVIIIe siècle.

## Galerie

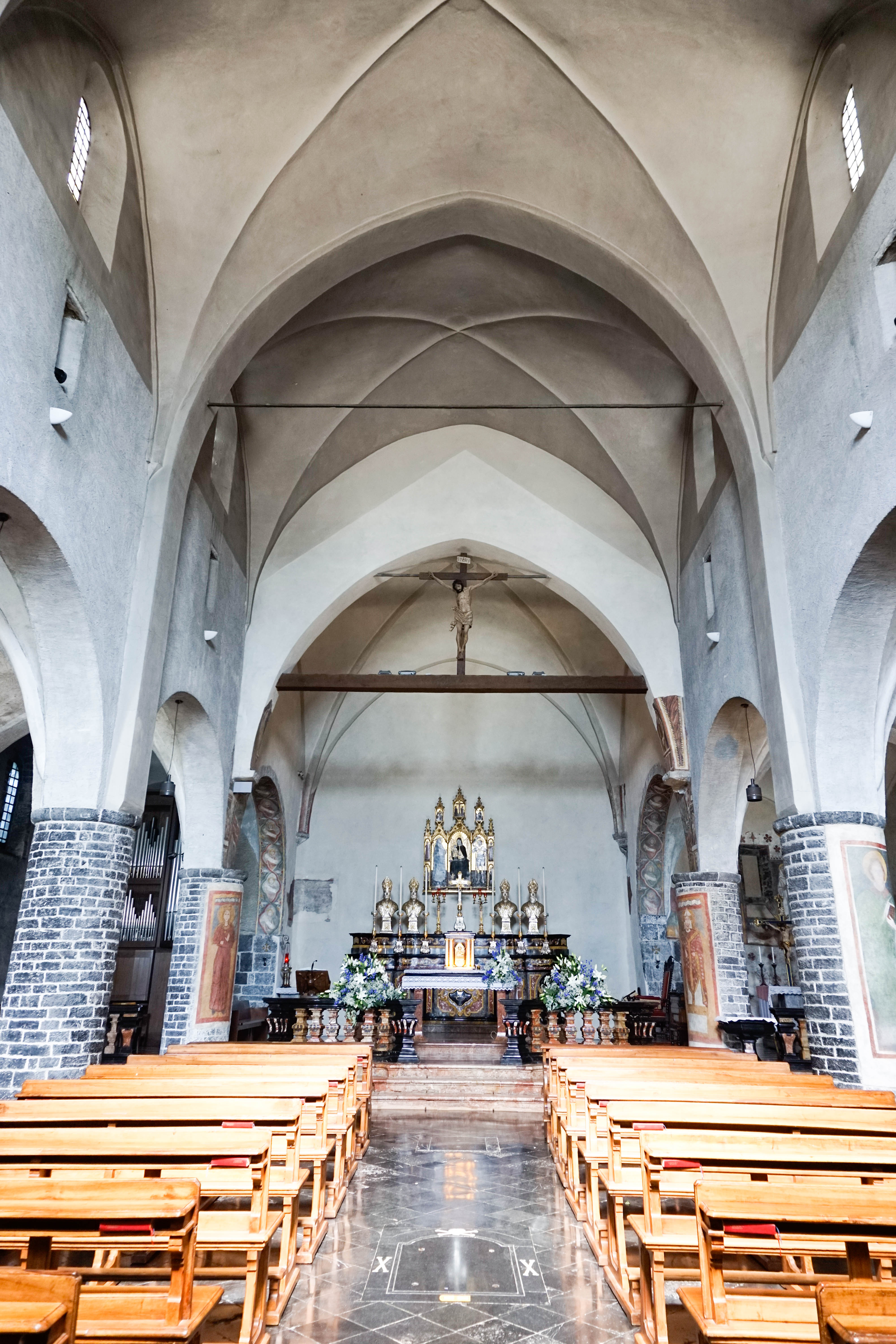
Nef centrale.
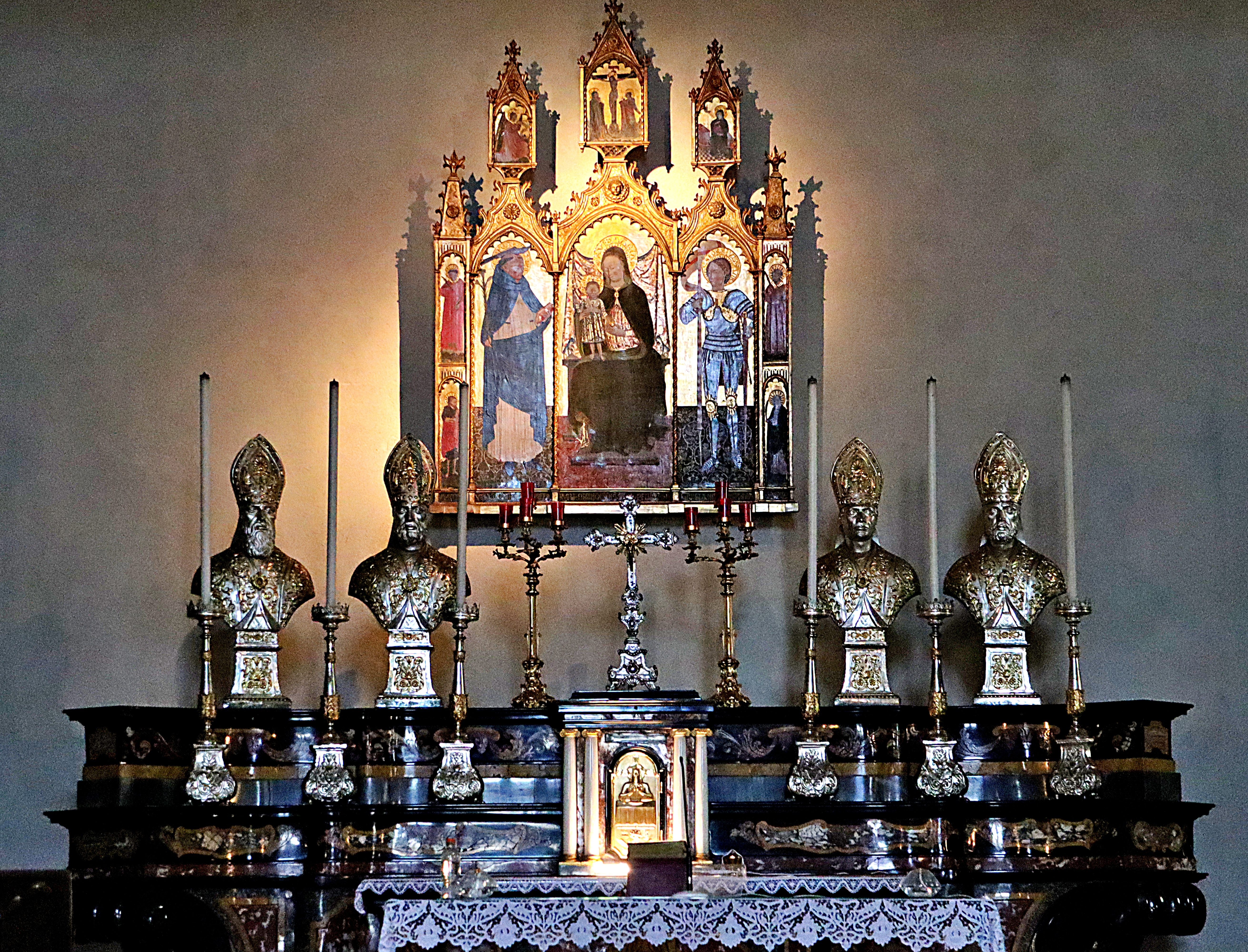
Chœur.
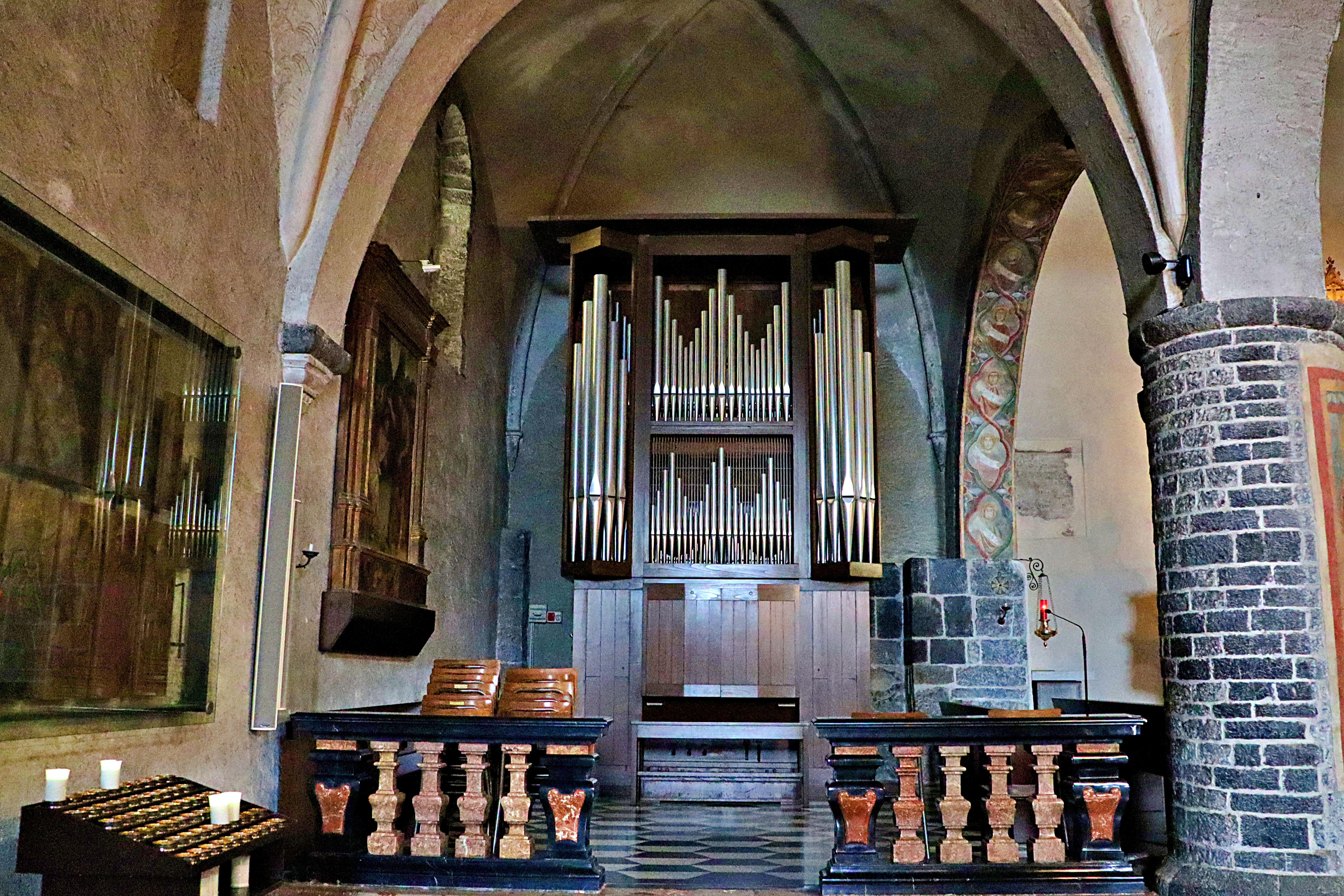
Orgue.
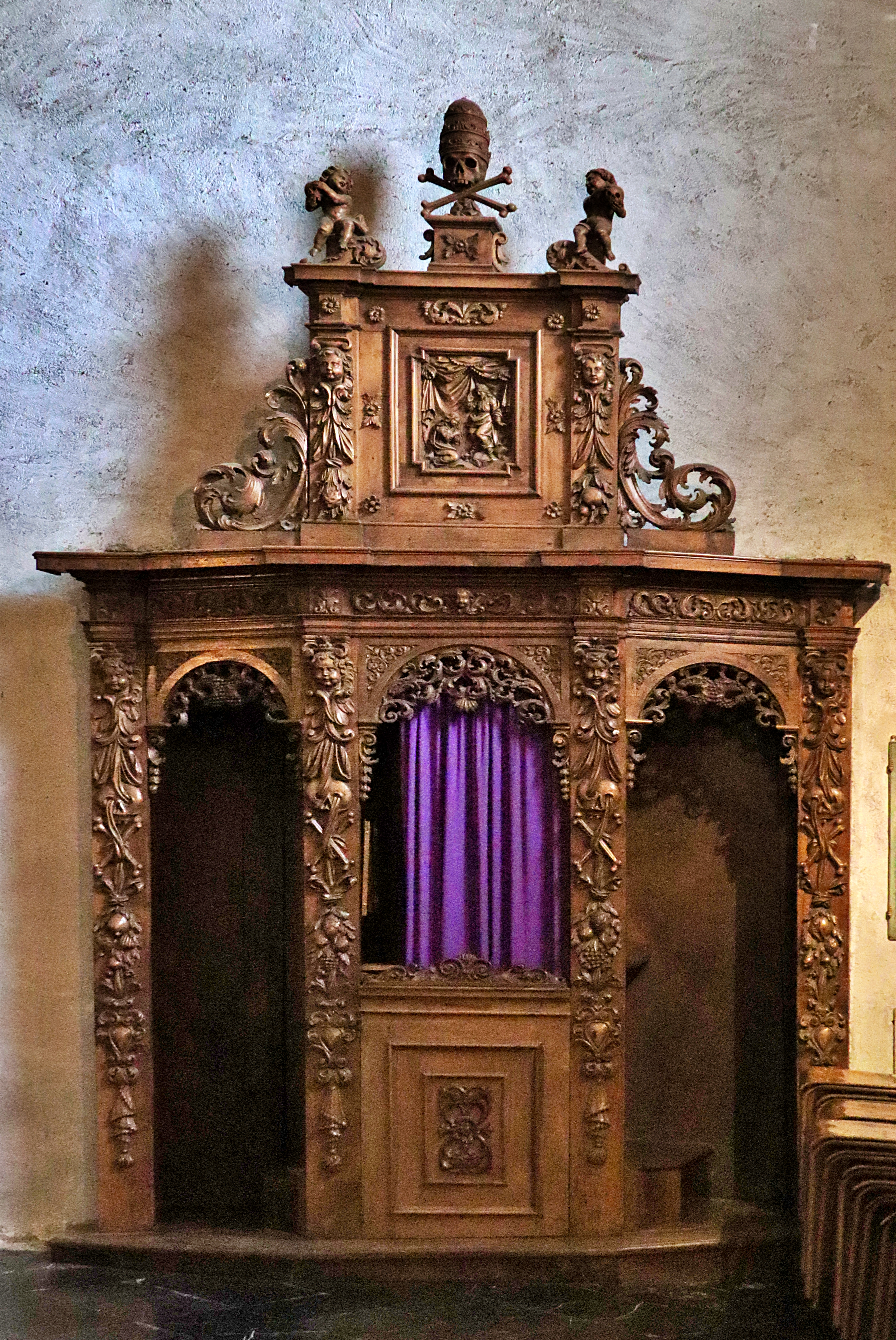
Confessionnal.